# Dabedeille

## Adele Dabedeilhe.
Mezzo soprano espanhola, que cantou no Teatro de S. João do Porto em 1848 e 1849. Nasceu em 1815 em Bilbao e estudou no Conservatório de Paris, onde obteve o primeiro prémio em 1833. Depois de passar pelos palcos italianos, canta no Teatro de S. Carlos de Lisboa em 1847. Em 1848 é contratada pelo empresário Francisco Martins de Almeida para cantar no Real Teatro de S. João do Porto.
Ficou famosa a rivalidade entre os seus partidários e os da soprano Clara Belloni, que marcou a conturbada temporada lírica que terminou com a falência do empresário. Camilo Castelo Branco imortalizou a guerrilha entre os partidos ao irromper num jantar de homenagem à cantora, gritando vivas à sua rival, Belloni. O episódio é narrado pelo escritor num folhetim publicado num periódico portuense e será mais tarde introduzido na trama do romance "As Aventuras de Basílio Fernandes Enxertado".
O seu nome aparece algumas vezes grafado "Dabedeille", mas a ortografia correta é "Dabedeilhe".